# Scrambled Eggs
Scrambled Eggs – libańska grupa rockowa.

## Dyskografia
- Human Friendly Noises – 2002
- No Special Date, Nor A Deity To Venerate – 2002
- Nevermind Where, Just Drive – 2004
- A Perfect Day – 2005
- Happy Together Filthy Forever – 2006
- Je Veux voir – 2008